# Sporting Club Quinto
Lo Sporting Club Quinto è un club italiano di pallanuoto con sede a Genova, che milita nel campionato di Serie A1 con il nome di Iren Genova Quinto per ragioni di sponsorizzazione da parte della multiutility Iren.

## Storia
Fondato nel 1921, ha sede nel quartiere di Quinto al Mare. I suoi colori sociali sono il bianco e il rosso.
Disputa attualmente le gare interne nella piscina di Albaro, più precisamente nella vasca intitolata a Marco Paganuzzi, indimenticato atleta, allenatore e dirigente proprio del Quinto. La cerimonia di intitolazione della vasca, alla presenza del Sindaco di Genova Marco Bucci e del CT del Settebello Sandro Campagna è avvenuta in concomitanza con lo svolgimento, in tale sede, della Final Eight della Coppa Italia di pallanuoto 2021-2022. Annessa alla sede, sul lungomare a Quinto, è la Piscina Sociale "Pio Parma", costituita nel 1972, dove si tengono corsi di nuoto, pallanuoto e acquagym.
Nella stagione 2021-2022 la squadra ha conquistato il settimo posto in Serie A1, miglior piazzamento della sua storia. Nella stagione 2023-2024 ha invece ottenuto la sua prima qualificazione ad una competizione europea, la LEN Euro Cup.
Le squadre giovanili del Quinto sono presenti in tutte le categorie. Nel corso della stagione 2021-2022 l'Under 14 si è laureata campione regionale, mentre l'Under 16 è arrivata seconda a livello nazionale e l'Under 20 terza.

## Rosa attuale
| N° |                    | Ruolo | Giocatore           |
| -- | ------------------ | ----- | ------------------- |
|    | Italia (bandiera)  | P     | Francesco Ghiara    |
|    | Italia (bandiera)  | P     | Alessandro Noli     |
|    | Italia (bandiera)  | D     | Niccolò Figari      |
|    | Italia (bandiera)  | D     | Augusto Massa       |
|    | Italia (bandiera)  | A     | Niccolò Gambacciani |
|    | Ucraina (bandiera) | A     | Oktavian Veklyuk    |
|    | Italia (bandiera)  | A     | Jacopo Gambacciani  |

| N° |                   | Ruolo | Giocatore           |
| -- | ----------------- | ----- | ------------------- |
|    | Italia (bandiera) | A     | Duilio Puccio       |
|    | Italia (bandiera) | A     | Alessandro Nora     |
|    | Italia (bandiera) | CB    | Filippo Gandolfo    |
|    | Italia (bandiera) | CB    | Matteo Perongini    |
|    | Italia (bandiera) | CV    | Alessandro Di Somma |
|    | Italia (bandiera) | CV    | Matteo Aicardi      |
|    | Italia (bandiera) | CV    | Simone Villa        |

| Allenatore: | Luca Bittarello |